# Zemaljski dani teku
Pour plus de détails, voir Fiche technique et Distribution.
Zemaljski dani teku est un film yougoslave réalisé par Goran Paskaljević, sorti en 1979.

## Synopsis
Un capitaine de marine décide d'entrer dans une maison de retraite. Le colocataire avec qui il partage une chambre est un homme aigri.

## Fiche technique
- Titre original : Zemaljski dani teku, Земаљски дани теку
- Réalisation et scénario : Goran Paskaljević
- Photographie : Milan Spasić
- Montage : Olga Skrigin (sr)
- Musique : Zoran Simjanović
- Pays d'origine : Yougoslavie
- Format : Couleurs - 35 mm - Mono
- Genre : comédie dramatique
- Durée : 87 minutes
- Date de sortie :
  - Yougoslavie : 28 juin 1979

## Distribution
- Dimitrije Vujović : le capitaine
- Obren Helcer : le colocataire
- Šarlota Pešić : le vieille femme
- Mila Keča : assistante sociale